# Amstel Gold Race 2011
L'Amstel Gold Race 2011, quarantaseiesima edizione della corsa, valevole come decima prova dell'UCI World Tour 2011, si svolse il 17 aprile 2011 su un percorso di 260,4 km, da Maastricht alla collina del Cauberg, nel comune di Valkenburg aan de Geul.
La corsa fu vinta dal belga Philippe Gilbert, che batté sullo strappo finale del Cauberg lo spagnolo Joaquim Rodríguez.

## Squadre partecipanti
| N.      | Cod. | Squadra                |
| ------- | ---- | ---------------------- |
| 1-8     | OLO  | Omega Pharma-Lotto     |
| 11-18   | ALM  | AG2R La Mondiale       |
| 21-28   | BMC  | BMC Racing Team        |
| 31-38   | EUS  | Euskaltel-Euskadi      |
| 41-48   | THR  | HTC-Highroad           |
| 51-58   | KAT  | Katusha Team           |
| 61-68   | LAM  | Lampre-ISD             |
| 71-78   | LEO  | Team Leopard-Trek      |
| 81-88   | LIQ  | Liquigas-Cannondale    |
| 91-98   | MOV  | Movistar Team          |
| 101-108 | AST  | Pro Team Astana        |
| 111-118 | QST  | Quickstep Cycling Team |

| N.      | Cod. | Squadra                      |
| ------- | ---- | ---------------------------- |
| 121-128 | RAB  | Rabobank Cycling Team        |
| 131-138 | SBS  | Saxo Bank-Sungard            |
| 141-148 | SKY  | Sky Procycling               |
| 151-158 | GRM  | Team Garmin-Cervélo          |
| 161-168 | RSH  | Team RadioShack              |
| 171-178 | VCD  | Vacansoleil-DCM              |
| 181-188 | COF  | Cofidis, le Crédit en Ligne  |
| 191-198 | FAR  | Farnese Vini-Neri Sottoli    |
| 201-208 | LAN  | Landbouwkrediet              |
| 211-218 | SKS  | Skil-Shimano                 |
| 221-228 | TSV  | Topsport Vlaanderen-Mercator |
| 231-238 | VWA  | Veranda's Willems-Accent     |

## Ordine d'arrivo (Top 10)
| Pos. | Corridore          | Squadra        | Tempo    |
| ---- | ------------------ | -------------- | -------- |
| 1    | Philippe Gilbert   | Omega Pharma   | 6h30'44" |
| 2    | Joaquim Rodríguez  | Katusha        | a 2"     |
| 3    | Simon Gerrans      | Sky Procycling | a 4"     |
| 4    | Jakob Fuglsang     | Leopard-Trek   | a 5"     |
| 5    | Aleksandr Kolobnev | Katusha        | s.t.     |
| 6    | Óscar Freire       | Rabobank       | s.t.     |
| 7    | Björn Leukemans    | Vacansoleil    | a 7"     |
| 8    | Ben Hermans        | RadioShack     | a 18"    |
| 9    | Robert Gesink      | Rabobank       | a 19"    |
| 10   | Paul Martens       | Rabobank       | a 26"    |

## Punteggi UCI
| Pos. | Corridore          | Squadra        | Punti |
| ---- | ------------------ | -------------- | ----- |
| 1    | Philippe Gilbert   | Omega Pharma   | 80    |
| 2    | Joaquim Rodríguez  | Katusha        | 60    |
| 3    | Simon Gerrans      | Sky Procycling | 50    |
| 4    | Jakob Fuglsang     | Leopard-Trek   | 40    |
| 5    | Aleksandr Kolobnev | Katusha        | 30    |
| 6    | Óscar Freire       | Rabobank       | 22    |
| 7    | Björn Leukemans    | Vacansoleil    | 14    |
| 8    | Ben Hermans        | RadioShack     | 10    |
| 9    | Robert Gesink      | Rabobank       | 6     |
| 10   | Paul Martens       | Rabobank       | 2     |

| Pos. | Squadra               | Punti |
| ---- | --------------------- | ----- |
| 1    | Katusha Team          | 90    |
| 2    | Omega Pharma-Lotto    | 80    |
| 3    | Sky Procycling        | 50    |
| 4    | Leopard-Trek          | 40    |
| 5    | Rabobank Cycling Team | 30    |
| 6    | Vacansoleil-DCM       | 14    |
| 7    | Team RadioShack       | 10    |

| Pos. | Nazione     | Punti |
| ---- | ----------- | ----- |
| 1    | Belgio      | 104   |
| 2    | Spagna      | 82    |
| 3    | Australia   | 50    |
| 4    | Danimarca   | 40    |
| 5    | Russia      | 30    |
| 6    | Paesi Bassi | 6     |
| 7    | Germania    | 2     |